# Lista över Timo Nurmos större segrar
Lista över Timo Nurmos större segrar som travtränare.

## Grupp 1-lopp
| År   | Lopp                           | Häst               | Kusk             |
| ---- | ------------------------------ | ------------------ | ---------------- |
| 1996 | Finskt Travderby               | Louise Laukko      | Jorma Kontio     |
| 1999 | Finskt Travderby               | Obelix Laukko      | Jorma Kontio     |
| 2005 | Suur-Hollola-loppet            | Cold Hard Wind     | Jorma Kontio     |
| 2006 | Derbystoet                     | Patricia du Ling   | Jorma Kontio     |
| 2006 | Svenskt Travkriterium          | Marquis du Pommeau | Örjan Kihlström  |
| 2006 | Svenskt Trav-Oaks              | Early Southwind    | Björn Goop       |
| 2006 | Breeders' Crown, 3-åriga ston  | Vala Boko          | Jorma Kontio     |
| 2007 | Suur-Hollola-loppet            | Gold Strike        | Jorma Kontio     |
| 2007 | Stochampionatet                | Vala Boko          | Jorma Kontio     |
| 2007 | Svenskt Travkriterium          | Sahara Dynamite    | Örjan Kihlström  |
| 2007 | Breeders' Crown, 3-åriga h/v   | Sahara Dynamite    | Jorma Kontio     |
| 2008 | Svenskt Travderby              | Sahara Dynamite    | Jorma Kontio     |
| 2008 | Finskt Travkriterium           | Target Hoss        | Jorma Kontio     |
| 2008 | Breeders' Crown, 3-åriga h/v   | Yield Boko         | Björn Goop       |
| 2008 | Breeders' Crown, 4-åriga h/v   | Sahara Dynamite    | Jorma Kontio     |
| 2009 | Suur-Hollola-loppet            | Bob Hope           | Jorma Kontio     |
| 2009 | E3-final (långa), h/v          | Red Hot Dynamite   | Jorma Kontio     |
| 2009 | E3-final (korta), h/v          | Red Hot Dynamite   | Jorma Kontio     |
| 2009 | Finskt Travderby               | Target Hoss        | Jorma Kontio     |
| 2009 | Svenskt Travkriterium          | Red Hot Dynamite   | Jorma Kontio     |
| 2009 | Breeders' Crown, 3-åriga h/v   | Red Hot Dynamite   | Jorma Kontio     |
| 2009 | Breeders' Crown, 4-åriga h/v   | Yield Boko         | Björn Goop       |
| 2010 | Suur-Hollola-loppet            | Bob Hope           | Jorma Kontio     |
| 2010 | E3-final (långa), h/v          | Amaru Boko         | Jorma Kontio     |
| 2010 | Europeiskt femåringschampionat | Yield Boko         | Björn Goop       |
| 2010 | Finskt Travkriterium           | Embassy Caviar     | Jorma Kontio     |
| 2011 | Suur-Hollola-loppet            | Target Hoss        | Jorma Kontio     |
| 2011 | Finskt Travderby               | Seabiscuit         | Jorma Kontio     |
| 2011 | Svenskt Travderby              | Beau Mec           | Torbjörn Jansson |
| 2012 | E3-final (långa), h/v          | Chelsea Boko       | Jorma Kontio     |
| 2012 | Svenskt Travkriterium          | Chelsea Boko       | Jorma Kontio     |
| 2012 | Breeders' Crown, 4-åriga ston  | Miss Beniss        | Björn Goop       |
| 2015 | Derbystoet                     | Evin Boko          | Jorma Kontio     |
| 2015 | Svenskt Travkriterium          | Readly Express     | Jorma Kontio     |
| 2016 | Svenskt Travderby              | Readly Express     | Jorma Kontio     |
| 2016 | Grand Prix l’UET               | Readly Express     | Jorma Kontio     |
| 2017 | Jubileumspokalen               | Readly Express     | Jorma Kontio     |
| 2017 | Europeiskt femåringschampionat | Readly Express     | Jorma Kontio     |
| 2017 | Svenskt Travkriterium          | Villiam            | Jorma Kontio     |
| 2018 | Prix d'Amérique                | Readly Express     | Björn Goop       |
| 2018 | Åby Stora Pris                 | Readly Express     | Jorma Kontio     |
| 2018 | Finskt Travderby               | Hachiko de Veluwe  | Jorma Kontio     |
| 2018 | Svenskt Travkriterium          | Inti Boko          | Johnny Takter    |
| 2018 | Grand Prix l’UET               | Villiam            | Jorma Kontio     |
| 2019 | Prix de France                 | Readly Express     | Björn Goop       |
| 2019 | Grand Critérium de Vitesse     | Readly Express     | Björn Goop       |
| 2019 | Finlandialoppet                | Readly Express     | Björn Goop       |
| 2019 | Suur-Hollola-loppet            | Hachiko de Veluwe  | Jorma Kontio     |
| 2019 | Breeders' Crown, 3-åriga h/v   | Brother Bill       | Jorma Kontio     |
| 2020 | Finskt Travkriterium           | Sahara Jaeburn     | Jorma Kontio     |
| 2021 | Svenskt Travderby              | Calgary Games      | Jorma Kontio     |
| 2021 | Svenskt Trav-Oaks              | Lara Boko          | Mika Forss       |
| 2021 | Grand Prix l’UET               | Calgary Games      | Jorma Kontio     |
| 2022 | Svenskt Trav-Oaks              | Bonneville W.I.    | Ulf Ohlsson      |
| 2023 | Svenskt Trav-Oaks              | Adriatica          | Magnus A. Djuse  |
| 2023 | Svenskt Travkriterium          | Fame and Glory     | Björn Goop       |

### Grupp 2-lopp
| År   | Lopp                               | Häst               | Kusk             |
| ---- | ---------------------------------- | ------------------ | ---------------- |
| 2000 | Europamatchen                      | Obelix Laukko      | Jorma Kontio     |
| 2002 | Solvalla Grand Prix                | Perfect Sund       | Jorma Kontio     |
| 2003 | C.L. Müllers Memorial              | E.V.Cane           | Jorma Kontio     |
| 2007 | E3-revanschen, ston                | Cotton Waste       | Magnus Jakobsson |
| 2007 | Gulddivisionens final, dec         | Flying Herkules    | Björn Goop       |
| 2008 | Örebro Intn'l                      | Dude Kemp          | Jorma Kontio     |
| 2009 | Harper Hanovers Lopp               | Scargel            | Björn Goop       |
| 2013 | Lovely Godivas Lopp                | Askens Valencia    | Jorma Kontio     |
| 2014 | Örebro Intn'l                      | Mellby Viking      | Jorma Kontio     |
| 2014 | Harper Hanovers Lopp               | Mellby Viking      | Jorma Kontio     |
| 2015 | Jämtlands Stora Pris               | Chelsea Boko       | Örjan Kihlström  |
| 2015 | Lyon Grand Prix                    | Mellby Viking      | Jorma Kontio     |
| 2016 | Örebro Intn'l                      | Mellby Viking      | Jorma Kontio     |
| 2016 | Eskilstuna Fyraåringstest          | Readly Express     | Jorma Kontio     |
| 2017 | Svenskt Mästerskap                 | Readly Express     | Jorma Kontio     |
| 2017 | Prix Ténor de Baune                | Readly Express     | Björn Goop       |
| 2017 | Guldivisionens final, dec          | Zenit Brick        | Björn Goop       |
| 2018 | Guldivisionens final, feb          | Zenit Brick        | Björn Goop       |
| 2018 | Guldivisionens final, april        | Zenit Brick        | Kim Eriksson     |
| 2018 | Jämtlands Stora Pris               | Readly Express     | Jorma Kontio     |
| 2018 | Svenskt Mästerskap                 | Readly Express     | Björn Goop       |
| 2019 | Harper Hanovers Lopp               | Eelis              | Olli Koivunen    |
| 2019 | Gulddivisionens final, sept        | Global Trustworthy | Jorma Kontio     |
| 2019 | Konung Carl XVI Gustafs Silverhäst | Global Trustworthy | Jorma Kontio     |
| 2020 | Sto-SM                             | Hevin Boko         | Mika Forss       |
| 2021 | Gulddivisionens final, feb         | Antonio Trot       | Claes Sjöström   |
| 2021 | Gulddivisionens final, nov         | Brother Bill       | Jorma Kontio     |
| 2022 | STL Open                           | Brother Bill       | Magnus A. Djuse  |

### Övriga
| År   | Lopp                                     | Häst               | Kusk                |
| ---- | ---------------------------------------- | ------------------ | ------------------- |
| 2002 | Bronsdivisionens final, nov              | E.V.Cane           | Jorma Kontio        |
| 2003 | Silverdivisionens final, maj             | E.V.Cane           | Jorma Kontio        |
| 2005 | Bronsdivisionens final, mars             | Maximilian O.C.    | Claes Svensson      |
| 2006 | Klass II-final, mars                     | Rite on Dirt       | Jorma Kontio        |
| 2007 | Klass I-final, aug                       | Sir Remington      | Jorma Kontio        |
| 2007 | Silverdivisionens final, dec             | Harmonic Silvio    | Björn Goop          |
| 2007 | Klass II-final, dec                      | Staro Allentown    | Per Lennartsson     |
| 2008 | Klass I-final, maj                       | Dude Kemp          | Jorma Kontio        |
| 2008 | Grand Prix du Conseil Municipal          | Vala Boko          | Nicolas Roussel     |
| 2008 | Bronsdivisionens final, aug              | Carmel             | Carl-Erik Lindblom  |
| 2008 | Klass I-final, aug                       | B.B.S.Bigtrade     | Jorma Kontio        |
| 2009 | Bronsdivisionens final, aug              | Target Player      | Örjan Kihlström     |
| 2009 | Klass I-final, okt                       | Vector du Ling     | Per Lennartsson     |
| 2009 | Bronsdivisionens final, dec              | Omega Boko         | Björn Goop          |
| 2009 | Klass I-final, dec                       | Caddie Comet       | Björn Goop          |
| 2010 | Silverdivisionens final, feb             | Omega Boko         | Johnny Takter       |
| 2010 | Klass I-final, okt                       | Nelle Pelle        | Ulf Ohlsson         |
| 2011 | Silverdivisionens final, dec             | Caddie Comet       | Jorma Kontio        |
| 2011 | Klass II-final, dec                      | Going for Gold Zaz | Jorma Kontio        |
| 2013 | Prix Florestan                           | Canaka B.F.        | Dominiek Locqueneux |
| 2013 | Grand Prix Paris-Turf                    | Canaka B.F.        | Dominiek Locqueneux |
| 2013 | Prix de Chambery                         | Twigs Tarzan       | Franck Nivard       |
| 2013 | Grand Prix du Conseil General de la Maye | Beau Mec           | Éric Raffin         |
| 2013 | Prix Louis Baudron                       | Beau Mec           | Dominiek Locqueneux |
| 2013 | Breeders' Crown, 2-åriga                 | Eunice Boko        | Jorma Kontio        |
| 2013 | Silverdivisionens final, nov             | Seabiscuit         | Jorma Kontio        |
| 2014 | Silverdivisionens final, feb             | Montgomery Gel     | Jorma Kontio        |
| 2014 | Klass I-final, sept                      | Coldtown           | Jorma Kontio        |
| 2014 | Bronsdivisionens final, nov              | Coldtown           | Jorma Kontio        |
| 2014 | Bronsdivisionens final, dec              | Coldtown           | Jorma Kontio        |
| 2015 | Prix de Lille                            | Chelsea Boko       | Björn Goop          |
| 2015 | Prix du Plateau de Gravelle              | Chelsea Boko       | Björn Goop          |
| 2015 | Klass I-final, sept                      | Only One Winner    | Björn Goop          |
| 2015 | Bronsdivisionens final, dec              | Only One Winner    | Björn Goop          |
| 2016 | Klass II-final, juli                     | Ceasar Sisu        | Björn Goop          |
| 2016 | Bronsdivisionens final, dec              | Tjacko Zaz         | Erik Adielsson      |
| 2017 | Margaretas Tidiga Unghästserie, mars     | Mellby Fire        | Jorma Kontio        |
| 2017 | Prix Hygica                              | Sir Ratzeputz      | Björn Goop          |
| 2017 | Prix du Roussillon                       | Sir Ratzeputz      | Björn Goop          |
| 2017 | Silverdivisionens final, sept            | Zenit Brick        | Björn Goop          |
| 2017 | Klass II-final, okt                      | Global Trust       | Jorma Kontio        |
| 2017 | Gävle Stora Pris                         | Zenit Brick        | Björn Goop          |
| 2018 | Steinlagers Äreslöp                      | Sir Ratzeputz      | Björn Goop          |
| 2018 | Diamantstoets final, april               | Ile Saint Louis    | Jorma Kontio        |
| 2018 | Margaretas Tidiga Unghästserie, juni     | Hevin Boko         | Johnny Takter       |
| 2018 | Silverdivisionens final, aug             | Globalsatisfaction | Ulf Ohlsson         |
| 2018 | Klass I-final, sept                      | Laskari            | Jorma Kontio        |
| 2018 | Klass II-final, sept                     | Emile Zola Sisu    | Jorma Kontio        |
| 2018 | Big Noons Jubileumspokal                 | Global Trustworthy | Jorma Kontio        |
| 2019 | Klass II-final, feb                      | Victory Topline    | Jorma Kontio        |
| 2019 | Silverdivisionens final, feb             | Erik Sting         | Örjan Kihlström     |
| 2019 | Klass II-final, mars                     | Magic Cash         | Jorma Kontio        |
| 2019 | Klass II-final, maj                      | Viking Brodde      | Örjan Kihlström     |
| 2019 | Bronsdivisionens final, juni             | Eelis              | Björn Goop          |
| 2019 | Bronsdivisionens final, aug              | Global Undecided   | Örjan Kihlström     |
| 2019 | Klass II-final, sept                     | Deede Star         | Örjan Kihlström     |
| 2019 | Gunnar Nordins Lopp                      | Inti Boko          | Björn Goop          |
| 2019 | Klass I-final, dec                       | Seismic Wave       | Örjan Kihlström     |
| 2020 | Silverdivisionens final, maj             | Man at Work        | Jorma Kontio        |
| 2020 | Bronsdivisionens final, maj              | Seismic Wave       | Örjan Kihlström     |
| 2020 | Klass I-final, juni                      | Vaduz Wise As      | Jorma Kontio        |
| 2022 | Klass I-final, feb                       | Amalencius B.B.    | Örjan Kihlström     |
| 2022 | Bronsdivisionens final, feb              | Champ Lane         | Örjan Kihlström     |